# Getingstasjön
Getingstasjön är en sjö i Örnsköldsviks kommun i Ångermanland och ingår i Idbyåns huvudavrinningsområde. Sjön är 13 meter djup, har en yta på 0,405 kvadratkilometer och är belägen 165 meter över havet. Sjön avvattnas av vattendraget Idbyån (Landsjöån).

## Delavrinningsområde
Getingstasjön ingår i det delavrinningsområde (704469-164737) som SMHI kallar för Ovan Spårsbäcken. Medelhöjden är 202 meter över havet och ytan är 23,01 kvadratkilometer. Det finns ett avrinningsområde uppströms, och räknas det in blir den ackumulerade arean 44,17 kvadratkilometer. Avrinningsområdets utflöde Idbyån (Landsjöån) mynnar i havet. Avrinningsområdet består mestadels av skog (75 procent). Avrinningsområdet har 0,81 kvadratkilometer vattenytor vilket ger det en sjöprocent på 3,5 procent.

## Bildgalleri

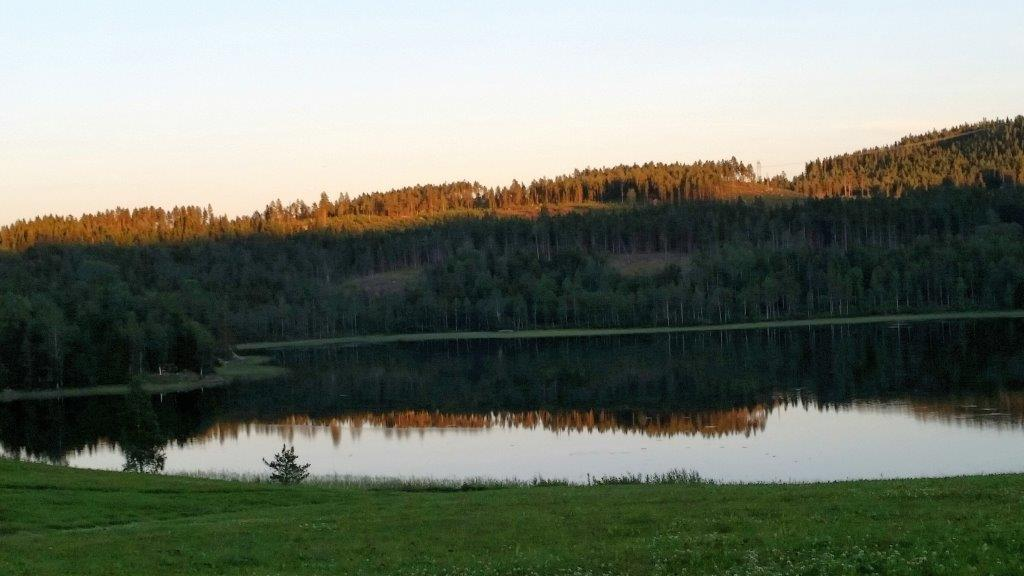
Getingstasjön betraktad från norrsidan.
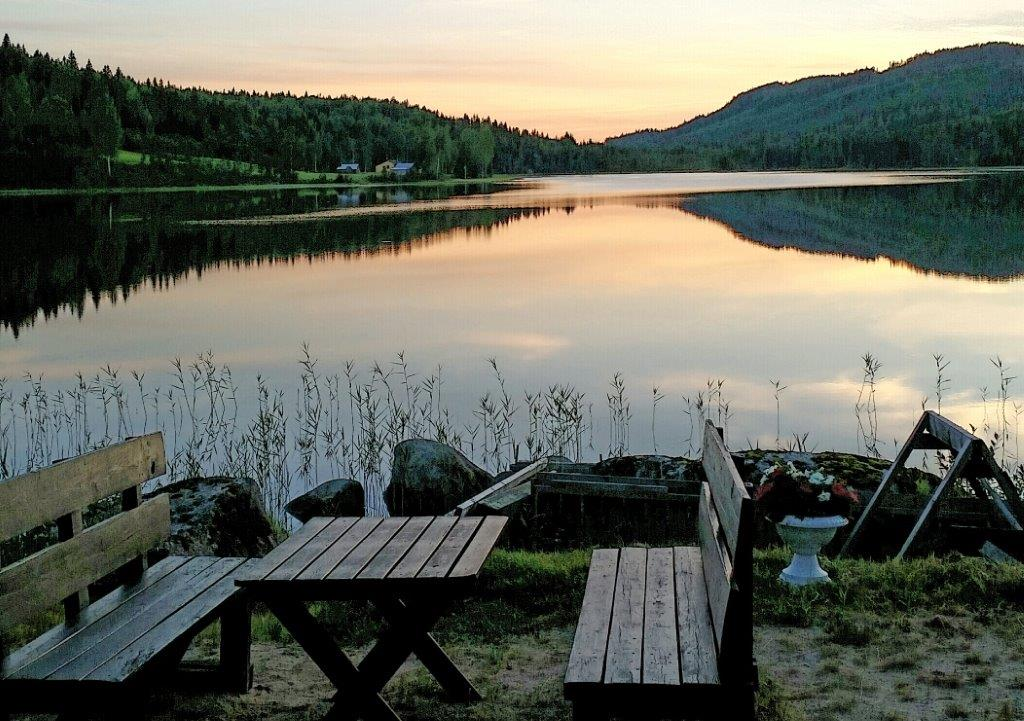
Getingstasjön från en av rastplatserna.
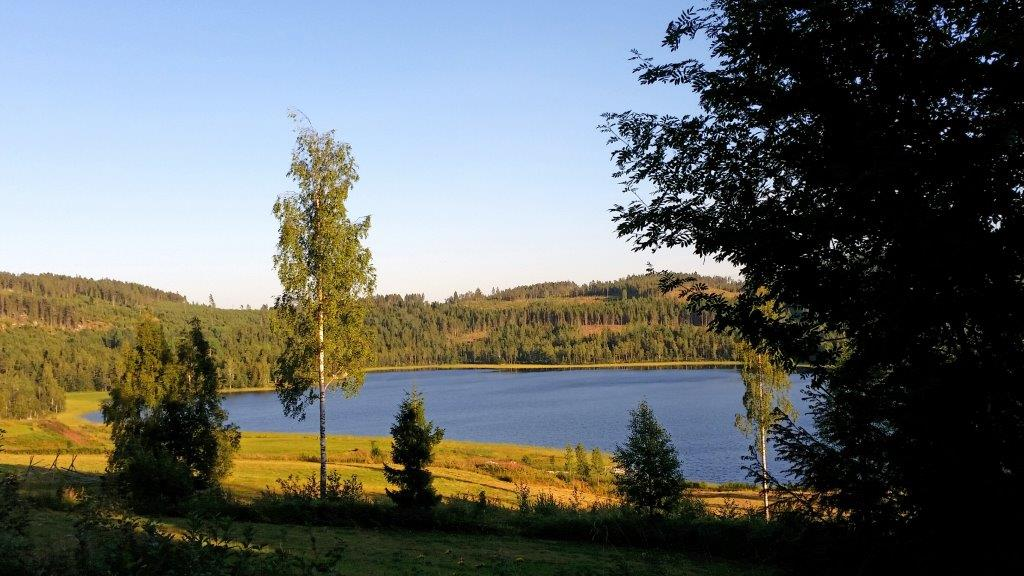
Getingsjösjön i uppgående sol.